# 奥出信行
奥出 信行（おくで のぶゆき、1944年3月5日 - ）は、日本の実業家。角川プロダクション代表取締役社長、アトラス、タカラ、ユージン元社長。石川県出身。

## 来歴
富山大学経済学部卒業後、タカラ入社。常務取締役、顧問・マーケティング本部長、副社長を経て2003年にコンピュータゲームメーカー・アトラスがタカラの連結子会社となった際に同社へ出向し、社長に就任。2005年、タカラが業績悪化でコナミグループを離脱し第4代社長・佐藤慶太が退任して代表権の無い会長となった際に後継で第5代社長に就任し、同社としては初めての創業家以外からの社長となった。2006年3月にタカラが同業のトミーと合併してタカラトミーとなったことに伴い子会社・ユージンの社長となるが、2009年10月に退任しタカラトミーアーツの社長職は合併時よりタカラトミー副社長を務める佐藤慶太が兼務することとなった。
2010年、角川グループの版権管理・営業を担当する角川プロダクションの社長に就任。

## 関わった作品
いずれもタカラ及びアトラス（旧社）在職時。

### ゲーム
- グローランサーIV Return（ゼネラルマネージャー）
- お仕事式人生ゲーム めざせ職業王（エグゼクティブプロデューサー）
- EXモノポリー（エグゼクティブプロデューサー）

### アニメ
全てプロデューサーとしてクレジット。
- トランスフォーマー 超神マスターフォース
- 戦え!超ロボット生命体 トランスフォーマーV
- トランスフォーマーZ（OVA）